# Bielsko-Biała
Bielsko-Biała (in slesiano Biylsko-Biołŏ, in yiddish: ביליץ־ביאלע Bilitz-Biale; in tedesco Bielitz-Biala, in ceco Bílsko-Bělá) è una città della Polonia, con 174 534 abitanti (2011).
È situata nel voivodato della Slesia dal 1999, mentre prima era capitale del Voivodato di Bielsko-Biała (1975-1998).
È formata da due città un tempo distinte, Bielsko e Biała, separate dal fiume Biała, unite dal 1951: l'etimologia dei nomi delle due città è la stessa; entrambi vengono dalla radice biel, cioè bianco. La città sorge ai piedi dei monti Beschidi. Date le vicinanze a monti, boschi e laghi è una nota località turistica. Nella parte industriale, si trovano gli stabilimenti della Fiat e di altre aziende.
Dal 1992 è anche sede vescovile cattolica.

## Storia

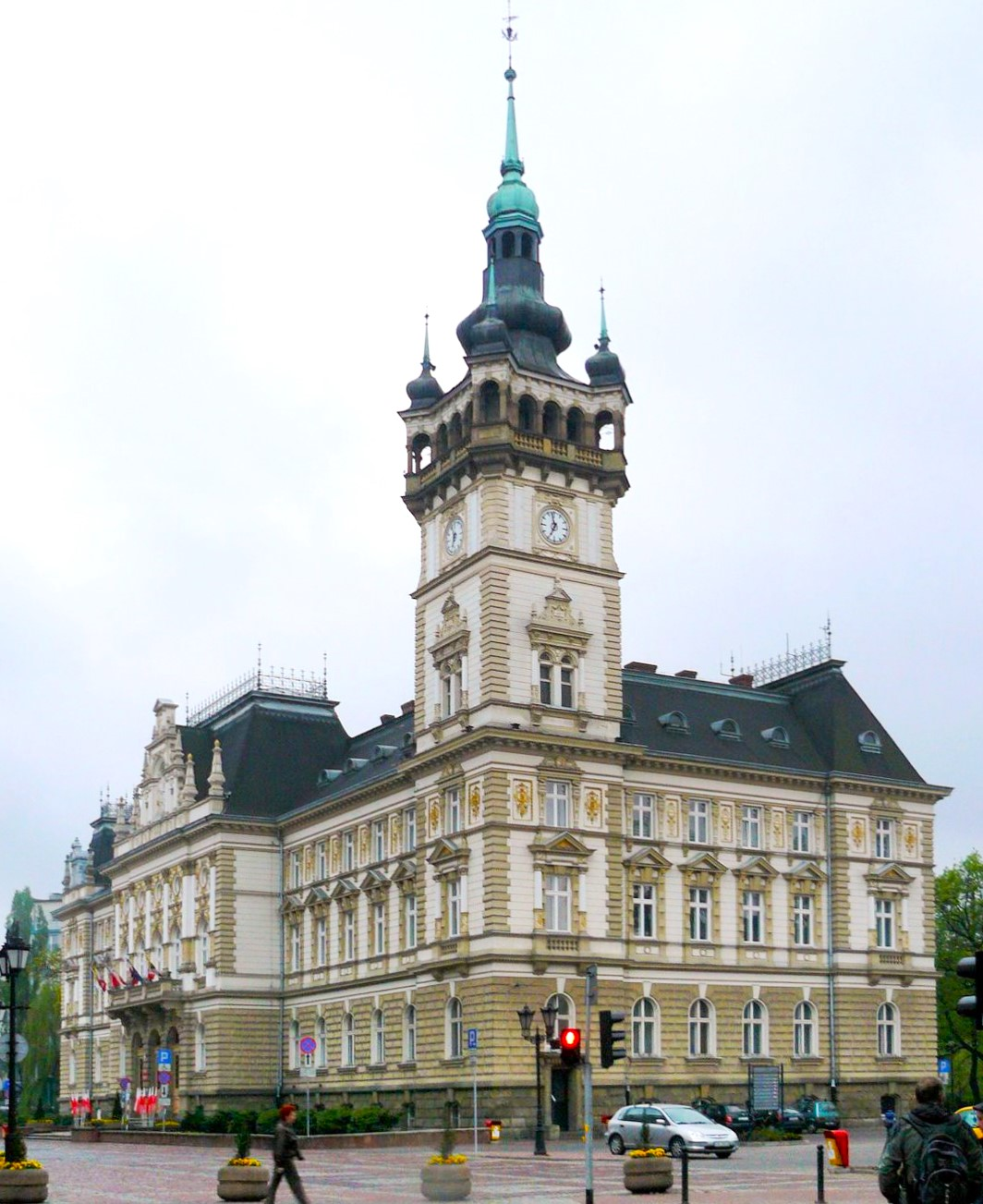
Municipio

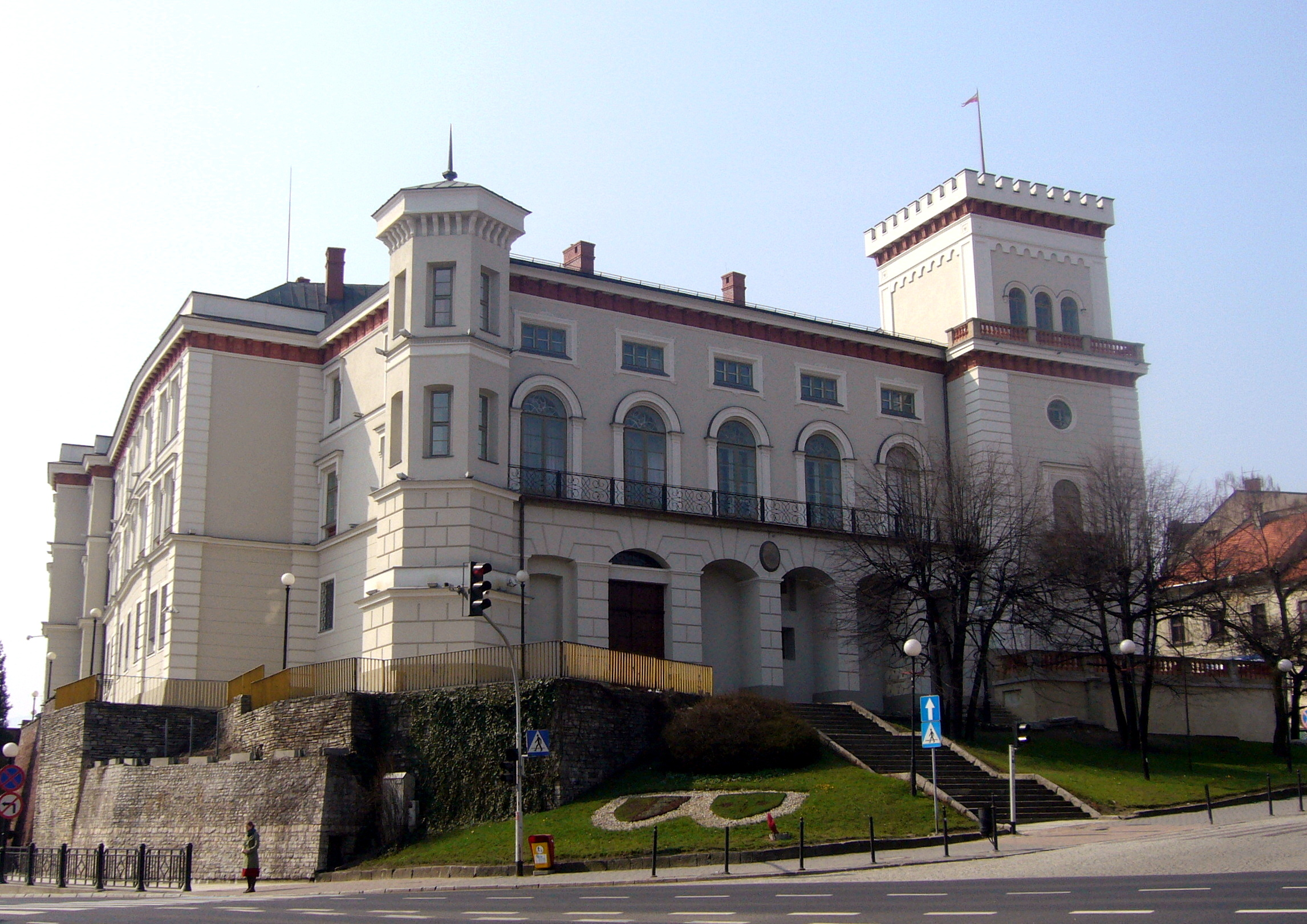
Castello di Bielsko

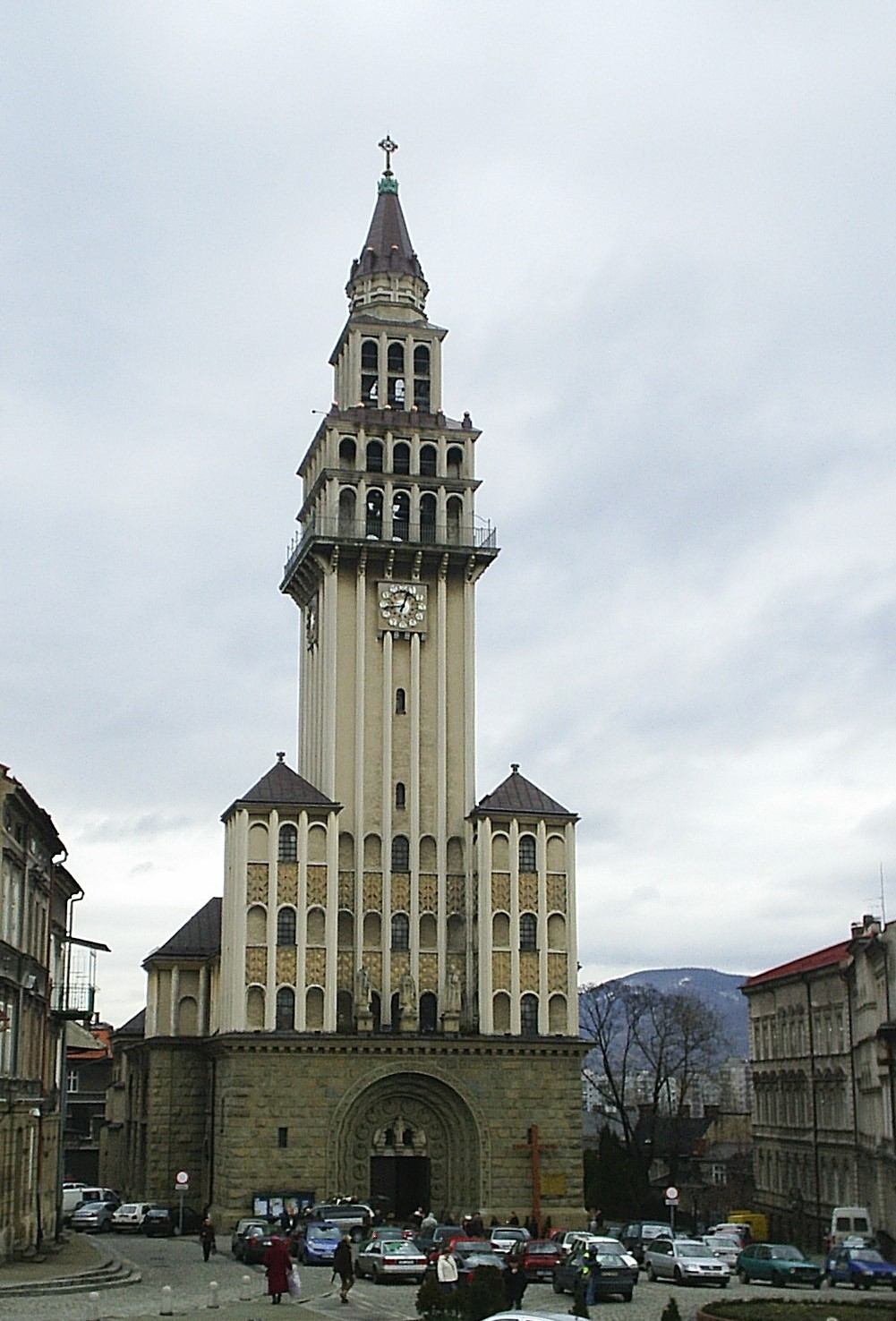
Cattedrale di San Nicola

Tra il 1933 e il '38, un gruppo di archeologi ha scoperto dei resti di un insediamento fortificato, databile tra il XII e il XIV secolo, in quella che è oggi Stare Bielsko. I suoi abitanti erano in grado di estrarre il ferro dal minerale e s'erano specializzati in opere di forgiatura.
Nella seconda metà del XIII secolo, i duchi della dinastia Piast di Opole invitarono dei colonizzatori tedeschi ad occupare dei territori tra la Slesia e la Piccola Polonia.
In seguito alla partizione dei duchi di Opole, nel 1281, Bielsko passò ai duchi di Cieszyn. La città è citata per la prima volta nel 1312: dal 1457 il fiume Biała fu il confine tra la Slesia, parte del Sacro Romano Impero, e la Piccola Polonia. Nel settecento divenne un Principato autonomo, per poi essere elevato a formare il Ducato di Bielsko per i Principi Sulkowski.
La città di Biała venne invece fondata sulla riva opposta del fiume nel 1723, per essere poi annessa all'Austria degli Asburgo e inclusa nel territorio della Galizia, nel 1772, durante la prima spartizione della Polonia.
Nel 1918 entrambe le città divennero parte del ricostituendo stato polacco, anche se la maggior parte della popolazione era etnicamente di origine tedesca. Durante la seconda guerra mondiale, la città venne annessa dalla Germania nazista e gli abitanti di religione ebraica vennero internati ad Auschwitz: in seguito alla liberazione della città da parte dell'Armata Rossa, nel 1945, l'etnia germanica venne espulsa verso ovest.

## Istruzione
- Italia nel Mondo
- Centro Italiano di Cultura
- Ośrodek Szkoleniowy PROGRESS-Scuola di lingue straniere e traduzioni multilingue
- Accademia Tecnico-Umanistica
- Bielska Wyższa Szkoła Biznesu i Informatyki im. J. Tyszkiewicza
- Wyższa Szkoła Administracji
- Wyższa Szkoła Bankowości i Finansów
- Wyższa Szkoła Informatyki i Zarządzania
- Wyższa Szkoła Ekonomiczno-Humanistyczna

## Economia
Alla fine del 2021, nel registro REGON erano registrate 27.799 entità economiche, di cui 26.724 (96,13%) nel settore privato e 597 (2,14%) nel settore pubblico. Il numero predominante era di 26.619 imprese con un massimo di 9 dipendenti, solo tre fabbriche impiegavano più di mille persone. La struttura delle imprese di Bielsko-Biala per settore era la seguente:
- commercio all'ingrosso e al dettaglio - 25 percento
- attività professionali, scientifiche e tecniche - 14%
- costruzioni - 12%
- lavorazione industriale - 10%
- servizi del mercato immobiliare - 7%
- assistenza sanitaria e sociale - 7%
- altre attività - 7%
- trasporto e magazzinaggio - 6%
- istruzione - 5%
- finanza e assicurazioni - 4%
- alloggio e ristorazione - 3%

Il tasso di disoccupazione alla fine del 2021 era solo del 2,2% e nettamente inferiore alla media nazionale. Il tasso di occupazione era di 458 persone ogni 1 000 abitanti. Lo stipendio lordo medio mensile a Bielsko-Biała era di 5.789,65 PLN, pari al 96,5% dello stipendio lordo medio mensile in Polonia. Chi lavora in aziende di informazione e comunicazione può aspettarsi gli stipendi più alti a Bielsko-Białała. Ricevono in media 7.442 PLN lordi. Tra i residenti attivi professionalmente, 4 700 persone si sono recate in altre città per lavorare e 2.4302 persone sono venute da fuori il comune per lavorare, cioè il saldo di coloro che sono venuti e andati a lavorare è stato di 1 602 persone. Nel settore industriale e delle costruzioni, il 21,3% nel settore dei servizi, il 2,3% nel settore finanziario e lo 0,9% nell'agricoltura.

## Sport
- Podbeskidzie Bielsko-Biała - squadra di calcio maschile; gioca nello Stadion Miejski
- BBTS Siatkarz Original Bielsko-Biała - squadra maschile di pallavolo
- BKS Stal Bielsko-Biała - squadra femminile di pallavolo
- LKS Zapora Wapienica - squadra di calcio maschile del quartiere Wapienica

## Amministrazione

### Gemellaggi

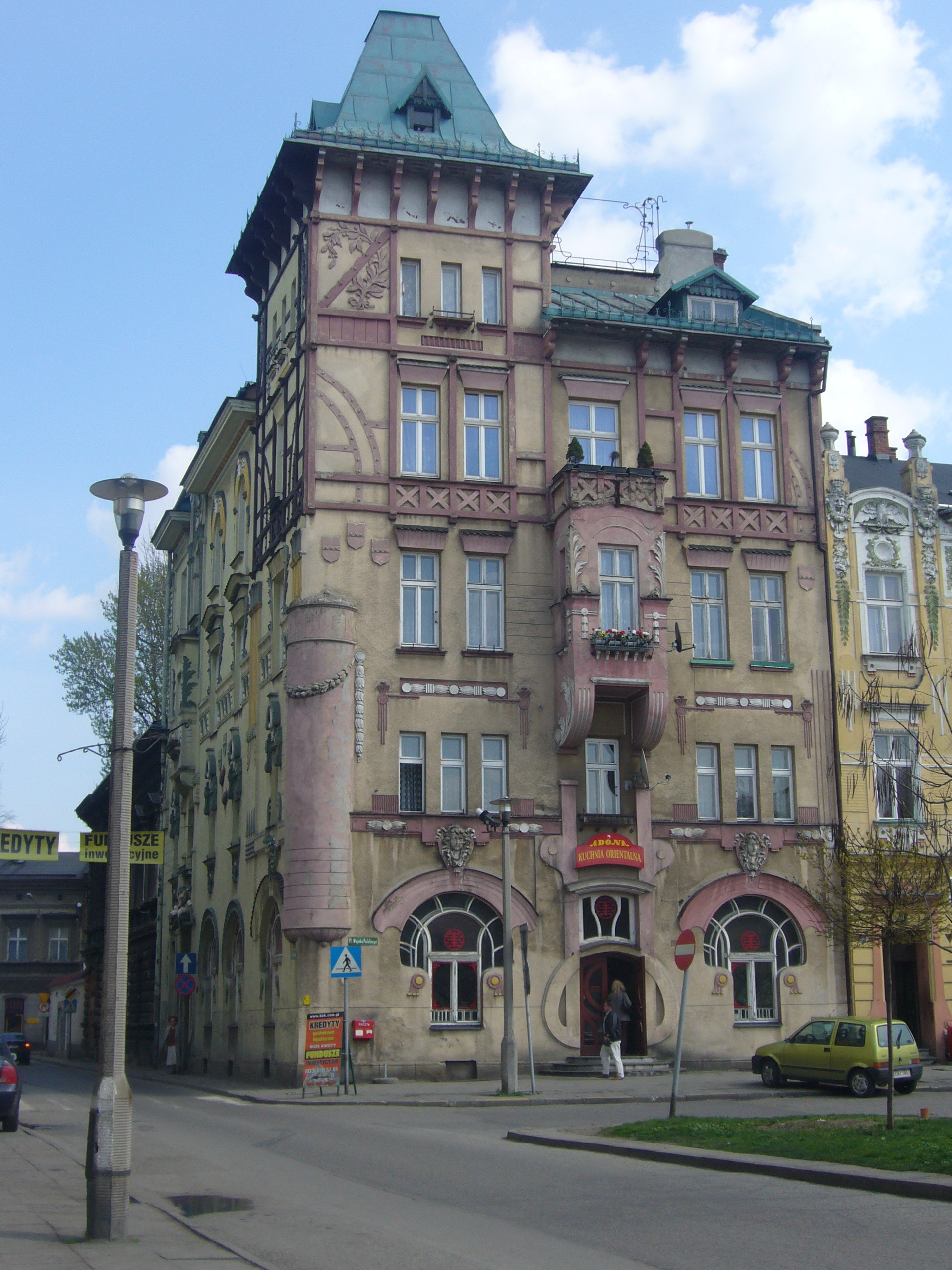
Il Palazzo delle rane di Bielsko Biala in stile Art Nouveau.

Bielsko-Biała è gemellata con le seguenti città:
- Acri, Israele
- Baia Mare, dal 2001[6]
- Besançon, Francia
- Berdjans'k, Ucraina
- Frýdek-Místek, Repubblica Ceca
- Grand Rapids, USA
- Kirklees, Regno Unito
- Kragujevac, Serbia
- Lilienthal, Germania
- Monreale, Italia
- Rancagua, Cile
- Shijiazhuang, Cina
- Stadskanaal, Paesi Bassi
- Szolnok, dal 1990[7]
- Tienen, Belgio
- Třinec, Repubblica Ceca
- Ustka, Polonia
- Wolfsburg, Germania
- Žilina, Slovacchia